# Meslay-le-Vidame
Meslay-le-Vidame is een gemeente in het Franse departement Eure-et-Loir (regio Centre-Val de Loire) en telt 402 inwoners (1999). De plaats maakt deel uit van het arrondissement Châteaudun.

## Geografie
De oppervlakte van Meslay-le-Vidame bedraagt 14,6 km², de bevolkingsdichtheid is 27,5 inwoners per km².
De onderstaande kaart toont de ligging van Meslay-le-Vidame met de belangrijkste infrastructuur en aangrenzende gemeenten.

## Demografie
Onderstaande figuur toont het verloop van het inwonertal (bron: INSEE-tellingen).